# John Hamer
Pour les articles homonymes, voir Hamer.
John Hamer (né le 12 septembre 1984 à Gillingham dans le Kent en Angleterre), est un patineur artistique britannique. Il est triple champion de Grande-Bretagne en 2005, 2006 et 2007.

## Biographie

### Carrière sportive
John Hamer a commencé le patinage à l'âge de 11 ans. Après un accident de voiture de ses parents, les médecins suggèrent à sa mère de faire du sport pour avoir plus de force pour marcher. John Hamer accompagne donc sa mère à la patinoire et bénéficie de ses premiers cours de patinage.
Champion junior de Grande-Bretagne en 2003, il gagne ensuite trois fois le titre national senior de 2005 à 2006. Il a participé à trois championnats d'Europe, dont le meilleur classement est une 19e place en 2005 à Turin ; et deux championnats du monde dont la meilleure performance est une 29e en 2005 à Moscou.
Il quitte le patinage amateur après les championnats d'Europe de janvier 2007 à Varsovie

## Palmarès
| Compétition                     | 2004 | 2005 | 2006 | 2007 |  |  |  |  |  |  |  |  |  |  |
| Jeux olympiques d'hiver         |      |      |      |      |  |  |  |  |  |  |  |  |  |  |
| Championnats du monde           |      | 29e  | 30e  |      |  |  |  |  |  |  |  |  |  |  |
| Championnats d’Europe           |      | 19e  | 25e  | 21e  |  |  |  |  |  |  |  |  |  |  |
| Championnats de Grande-Bretagne | 9e   | 1er  | 1er  | 1er  |  |  |  |  |  |  |  |  |  |  |
|                                 |      |      |      |      |  |  |  |  |  |  |  |  |  |  |

## Galerie d'images

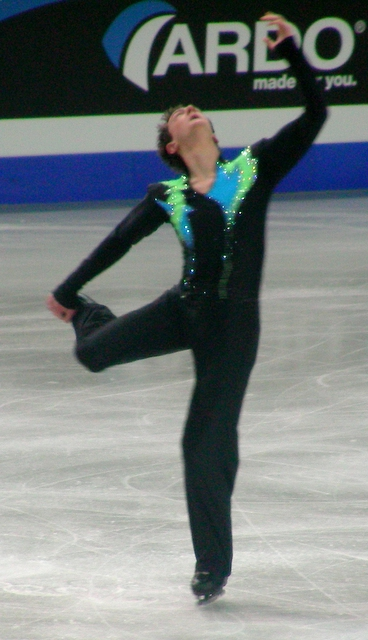
Pirouette cambrée lors des championnats d'Europe 2007 à Varsovie